# Andragogie
Ne doit pas être confondu avec Pédagogie.
 (février 2016).
Si vous disposez d'ouvrages ou d'articles de référence ou si vous connaissez des sites web de qualité traitant du thème abordé ici, merci de compléter l'article en donnant les références utiles à sa vérifiabilité et en les liant à la section « Notes et références ».
L'andragogie est la pratique de l'éducation des adultes. Le terme « andragogie » apparaît pour la première fois en Allemagne en 1833.
Le terme « andragogie » est formé à partir de deux mots du grec ancien, anèr (ἀνήρ) ou andros (ἀνδρὀς), qui signifient « l'homme », dans le sens d’humain mâle ; et agogos (ἀγωγός), qui veut dire « le guide ». L'« andragogie » désigne donc l'ensemble des techniques susceptibles d'amener à la connaissance, d'éduquer, de former des apprentis, ou des travailleurs.
Selon Knowles, l'andragogie n'est pas seulement l'apprentissage des adultes, mais est également composée de l'éducation permanente et de la psychologie humaniste dans le monde contemporain à travers des institutions de formations des adultes. D'après lui, l'andragogie se définit par opposition à la pédagogie. Il s'agit d'un nouveau modèle destiné à favoriser l'apprentissage des adultes.

## Histoire
Le terme « andragogie » est inventé par l’Allemand Alexander Kapp en 1833. Il évolue ensuite vers une théorie de la formation des adultes d’Eugen Rosenstock-Huessy. Aux États-Unis, il a été popularisé par l’américain Malcolm Knowles. Ce dernier revendique le mot « andragogie » qui, pour lui, doit être distingué de « pédagogie », communément utilisé. Knowles a déjà commencé à élaborer une théorie de l’éducation pour adultes à la fin de la Seconde Guerre mondiale, quand il est sensibilisé au terme d’andragogie par Dusan Savicevic. Les deux hommes se rencontrent à Boston en 1966, où Savicevic expliqua à Knowles dans quel cadre ce terme est employé en Europe. En 1967, Knowles fait d’abord usage d'« androgogie » (avec un « o » comme dans andros) pour présenter sa théorie de l’éducation pour adultes. Après en avoir discuté avec Merriam-Webster, il modifie l’orthographe du terme pour « andragogie », et l’utilise ensuite sous cette forme pour exposer ses nombreuses idées sur l’apprentissage des adultes.[réf. souhaitée]
La théorie de Knowles peut être appréhendée à travers six affirmations liées à la motivation des adultes en situation d’apprentissage,.
1. Besoin : les adultes ont besoin de connaître le pourquoi d’un apprentissage.
2. Particularité : l’expérience (dont la prise en compte de l’erreur) est la base de toute activité d’apprentissage pour les adultes.
3. Investissement : les adultes doivent pouvoir être impliqués dans les décisions liées au dispositif d’éducation mis en place : organisation, modalités d’évaluation de l’enseignement proposé.
4. Utilité : les adultes préfèrent apprendre ce qui leur servira à court terme dans leur travail ou leur vie privée.
5. Modalité d’apprentissage : l’apprentissage par situation-problème est plus adapté pour les adultes que la simple transmission de connaissances.
6. Motivation : les adultes réagissent mieux à une motivation intrinsèque qu’à des exhortations externes.

Dans la majorité des pays européens, les propositions de Knowles n’ont au mieux qu’une influence marginale.[réf. nécessaire] À partir des années 1970, le terme est associé à des recherches émergentes et à des institutions, publications et programmes de formation professionnelles, similaires aux idées développées et mises en pratiques aux États-Unis. Andragogie est alors utilisé pour désigner un courant de pensée, à l’égal d’autres disciplines académiques comme la biologie, la médecine ou la physique.
En 1999, Edmée Ollagnier commence les travaux de recherche avec une approche qui tient compte des inégalités entre les femmes et les hommes. En 2000, elle crée un réseau international qui regroupe les chercheuses dans cette thématique,.
Au Canada, en 1991 sur les traces de Claude Touchette, père de l'andragogie moderne, un groupe de formateurs de l'université de Montréal ont commencé à définir les apports de l'andragogie. Ils ont découvert que ce n'est pas une science, un art ou même une méthode ; c'est une découverte théorique qui conduit à l'épanouissement de l'homme par une éducation qui respecte les besoins, les désirs et les attentes des adultes. Elle maintient l'équilibre entre cinq savoirs : le savoir faire (les compétences), le savoir faire faire (la confiance), le savoir être (le comportement), le savoir créer (la conceptualisation) et le savoir devenir (la capacité). Elle est davantage qu'une pédagogie pour adultes, elle définit le processus d'éducation dans ses différents axes : psychopédagogiques, socio-pédagogiques et pédagogiques. Selon eux, l'andragogie distingue le sujet de l'objet et la personne de son problème. Elle gère l'intelligence et la compétence émotionnelles de chacun, développe l'esprit de réflexion et d'analyse. Elle suscite l'esprit de tolérance et le refus des étiquettes, sollicite la curiosité, l'enthousiasme et la motivation. Elle remplace l'idée de contrôle par celle de l'accompagnement et annule toute notion de dépendance au profit de l'indépendance, qui mène ensuite à l'autonomie et donc à la responsabilité. Ce groupe de formateurs a élaboré des recherches qui définissent la situation de l'apprenant, celle du formateur et la formation au sein de cette méthodologie qui est l'andragogie.

## Andragogie et apprenant
« Pour l'adulte, apprendre est un art de vivre en harmonie avec soi-même et avec son environnement duquel et auquel il participe. » (Hélène Trocmé-Fabre).
L'andragogie met l'apprenant au centre de la formation, elle postule que tout individu possède en lui les moyens de sa réussite. L'apprenant adulte possède déjà des expériences, croyances et ambitions, il attend de nouvelles méthodes, idées, opinions et motivations et il connait déjà des situations de responsabilité.
L'andragogie considère l'apprenant comme un être à la recherche de son autonomie professionnelle et de son harmonie personnelle. Elle respecte l'homme sur trois niveaux : tête, cœur et esprit et permet à chacun de prendre le chemin qu'il désire et qu'il choisit. Cette approche prend ses racines dans l'expérience de l'apprenant, en respectant les propres objectifs de la formation, en adaptant les chemins pour les atteindre. L'apprenant est capable d'apprendre quelque chose, il est expérimenté et peut décider par et pour lui-même, il est intelligent, en mesure de comprendre des explications, responsable de ses choix et des conséquences de ses choix, il est autonome et désireux de se prendre en charge. Dans cette méthodologie, l'apprenant a besoin de savoir où il va pour assimiler: le sujet doit être introduit, les objectifs doivent être annoncés. Il a besoin de comprendre les raisons de la formation pour être motivé. Pourtant, il y a quelques difficultés que l'andragogie doit gérer concernant les émotions des apprenants comme l'angoisse, le sentiment de l'insécurité, la peur de rejet ou d'abandon, l'inégalité des chances, le formateur qui n'est pas à la hauteur et l'apprenant présent-absent.

## L'andragogie et le formateur (l'andragogue)
Comme chaque apprenant est différent, le rôle essentiel du formateur des adultes ou de l'andragogue consiste à s'adapter aux apprenants et non le contraire, et ce n'est plus alors une simple adaptation aux objectifs de formations. L'andragogue est dynamisé par la curiosité des apprenants, vise à leur autonomie professionnelle, considère l'expérience de l'apprenant avec autant d'intérêt que la sienne, motive les apprenants sans les commander en leur donnant le goût d'apprendre, d'essayer et non pas de réussir à tout prix. À cause des attentes illimitées de l'apprenant, l'andragogue pose des limites, expliquées, claires, connues et par conséquent, comprises et acceptées ensemble, par l'andragogue et par les apprenants. Il suscite en conséquence un respect réciproque entre les deux. Ce respect qui se compose d'abord chez l'andragogue par :
- l'expertise professionnelle, plus l'expérience de vie de formateur ;
- la capacité à créer un environnement adéquat ;
- la présentation claire des objectifs ;
- l'écoute active et la relation d'aide ;
- la faculté de s'adapter à toute situation et à toute personne ;
- la confiance en l'autre et en soi ;
- la capacité de transformer chaque difficulté en outil de formation ;
- l'intelligence émotionnelle du groupe ;
- le respect de la confidentialité et de la parole donnée ;
- et, avant tout, une éthique.

Pour que l'andragogue facilite la démarche andragogique, il maitrise trois systèmes : le système cognitif qui se déroule autour des connaissances, le système métacognitif qui est l'expérience et le système affectif qui est la motivation.

## L'andragogie et la formation
L'andragogie fait de la formation un travail dans lequel l'apprenant est l'auteur de son succès et le formateur, le moteur de la réussite. La formation andragogique apporte alors à tous ses participants le goût du travail organisé, le partage des responsabilités, le besoin d'autonomie, l'habitude de gérer le temps et les actions, la possibilité de s'auto-évaluer, l'adaptation aux objectifs, la valorisation des personnes, la reconnaissance des expériences et l'harmonie avec l'environnement. Une autre sorte d'harmonie dans la formation andragogique, c'est la relation d'accompagnement qui ne peut pas être réussie sans tenir compte de la personnalité de chacun, pousser chacun à se remettre en cause et développer la confiance dans les relations professionnelles. C'est pour cela que des verbes comme assister au cours, écouter le professeur et d'autres sont remplacés par des verbes actifs comme : explorer, repérer, essayer, adapter, découvrir, coopérer, définir, construire. Dans une formation andragogique, le formateur propose, invite, motive, organise et laisse toujours à l'apprenant son libre arbitre tout en favorisant l'auto-formation, l'auto-gestion, l'auto-planification et l'auto-évaluation.

### La position active
Le positionnement actif est lié au fait de mettre l’apprenant en position de meneur face à son propre apprentissage. Le formateur n’est là que pour diriger et aider l’apprenant à approfondir et affiner ses savoirs. L’apprenant est acteur central à la méthode d’apprentissage.
L’apprenant va donc apprendre en portant une attention sur une tâche particulière sans avoir de réelle intention d’apprentissage ou d’encodage. Le positionnement actif est intimement lié à la théorie de l’apprentissage implicite. Le positionnement actif est un concept clé de ce type d’apprentissage car en andragogie la motivation vient de l’apprenant et non pas forcément de la pression scolaire. L’apprenant va donc être plus impliqué dans la raison de sa formation. Ceci permet d’être plus autonome dans sa formation et de mettre en place des tâches telles que l’auto-évaluation, et l’autoformation.
Par ce système d’apprentissage l’apprenant va encoder une tâche ou un savoir en mémoire à long terme pour qu’elle ressorte de façon automatique.  Si nous voulons la lier au béhaviorisme cette théorie entrerait dans la phase d’accommodation.
Ce serait la base des formations ayant comme pratique les classes inversées.
L’attention est portée sur la tâche en question et sur son utilité. Le positionnement actif permet une connaissance et compréhension fondamentale d’un sujet. Comme l’acquisition de connaissance est inconsciente, la réflexion autour de la tâche est moindre ainsi le bénéfice est une action directe sur la connaissance autour du sujet en question et non sur le pourquoi et comment autour du savoir.

## L'action et la formation
Cette définition montre donc un lien très étroit entre action et formation. La modification du comportement impose de devoir recourir à une phase d'action comme médium du comportement et à la prise de conscience (au sens de Piaget) comme moyen intellectuel de modifier son action.
La notion des « mondes propres » (Varela et Maturana) est un modèle explicatif de cette approche. En effet, l'action permet à l'apprenant d'agir sur son environnement comme l'environnement agit de la même manière sur l'apprenant. C'est la notion d'autopoïèse appliquée à l'andragogie, c'est-à-dire à la capacité d'un système (apprenant, environnement) à se suffire à lui-même comme processus de formation.
Ceci implique que le formateur ne soit qu'un intervenant, un accompagnateur et un créateur d'environnement de formation permettant à l'apprenant de se former par lui-même. D'autant que c'est le seul moyen pour lui d'y parvenir, en effet, le formateur ne peut « déposer » du savoir-faire dans la tête d'un apprenant. Il ne peut que déployer un espace propice à l’acquisition de nouveaux comportements qu'il veut induire chez la personne qu'il veut former et tout faire pour que ceux-ci soient efficaces.
Cette notion, relativement nouvelle dans le champ des sciences de l'éducation, est sans doute l'un des plus importants et des plus intéressants éclairages que l'on puisse trouver concernant l'analyse de l'activité et des apprentissages. Elle s'inscrit dans un esprit de remplacement des sciences cognitivistes  qui, actuellement, sont  dominantes dans le domaine de la formation en général.

## Différences entre formation des adultes et pédagogie
La formation des adultes est une science encore jeune dont beaucoup de champs restent à découvrir. Afin de posséder des bases scientifiques valables, le formateur d'adultes se tourne souvent vers la littérature du domaine de la pédagogie et de l'enseignement. Or, il semble que le temps et la recherche définissent très clairement une différence entre ces deux sciences : former, ce n'est pas enseigner. Cette confusion se retrouve auprès de quelques enseignants, voire auprès de certains formateurs d'adultes. L'assertion courante et erronée voulant que « former » ce soit « enseigner à un adulte » ne peut être valable. La formation des adultes se différencie de plus en plus de la pédagogie, en tant qu'éducation des enfants.
|                                | Pédagogie | Andragogie |
| ------------------------------ | --- | --- |
| Public                         | Enfants | Adultes |
| Origine du mot grec            | παῖς, paîs, enfant, ago = Enfant, élever ou guider | Andros, ago = Homme, élever ou guider |
| Savoirs                        | Transmission des 3 savoirs : le savoir (connaissances), le savoir faire (compétences) et le savoir être (attitudes) | Équilibre entre 6 savoirs : le savoir, le savoir faire, le savoir faire faire (la confiance), le savoir être, le savoir créer (la conceptualisation) et le savoir devenir (la capacité) |
| Styles d'apprentissage         | Structurés ou souples, autoritaires ou démocratiques et transmissifs ou appropriatifs. | Adaptés aux apprenants, par accompagnement, par conseil et par motivation |
| Théories de base               | Le traditionalisme de Gilson 1954, le marxisme soviétique de Makarenko 1917, le béhaviorisme de Watson 1925, le constructivisme de Piaget 1923, le socio-constructivisme de Vygotski 1934, le spiritualisme de Maslow et le cognitivisme de Mills 1976 | Théories sur la motivation de Maslow, 1954, le socialo-constructivisme, le spiritualisme et le cognitivisme                                                                             |
| Conception de soi              | Dépendance de l'enfant | Indépendance de l'adulte |
| Rôle de l'expérience           | Peu d'expérience | Expérience capitale |
| Volonté d'apprentissage        | Développement biologique et pression sociale | Évolution et nécessité personnelle et professionnelle |
| Approche temporelle            | Utilisation retardée | Utilisation immédiate |
| Orientation de l'apprentissage | Disciplinaire et imposée | Selon le besoin de l'adulte |

Entre autres choses, on remarque que[Qui ?], l'adulte ne mémorise pas de la même manière (il n'a plus l'habitude d'apprendre par cœur), il n'accepte pas les idées toutes faites et a besoin d'être convaincu (il a l'esprit moins malléable et beaucoup de préjugés). De plus, l'apprentissage est une remise en cause de ses certitudes (d’où la définition de l'apprentissage en tant que « changement de comportement observable et persistant » proposée par Alain Astouric), ce qui est parfois mal perçu. Par contre, l'adulte dispose d'une expérience, sur laquelle on peut s'appuyer et d'un esprit critique plus développé.
L'adulte a besoin :
- de savoir où il va pour assimiler : le sujet doit être introduit, les objectifs pédagogiques rigoureusement annoncés, il faut mettre en avant le lien logique entre les différentes phases de la formation ;
- de comprendre les raisons de la formation pour être motivé : les actions doivent être justifiées et acceptées par les apprenants ;
- et de s'appuyer sur son expérience pour se retrouver : la connaissance doit sembler surgir des connaissances passées, être une adaptation de ce qui est déjà connu ; l'enseignement doit être interactif.

Afin d'obtenir cette situation favorable à la formation, différentes techniques existantes s'appuient souvent sur la participation active de l'apprenant, sous la forme de bilans personnels (bilan de compétences, bilan professionnel), d'échanges interactifs (« qu'en pensez-vous ? »), de mises en situation (jeux de rôles, à ne pas confondre avec l'activité ludique) et de retours d'expériences. Ceci afin de maximiser l'adéquation entre la formation donnée et ce que l'apprenant adulte pourra en tirer.
On[Qui ?] peut aussi penser que, sur nombre de points précités, les besoins des adultes ne diffèrent pas fondamentalement de ceux des adolescents mais qu'ils sont simplement plus visibles. C'est ce qui a conduit à encourager le retour des adultes apprenants à l'école dans le cadre de la formation récurrente. Dans l'enseignement universitaire, cette démarche a plutôt bien fonctionné. Dans le secondaire, elle suscitait de grands espoirs : le contact entre « adultes ayant pris conscience de la nécessité de se former » et « jeunes en difficulté manquant de repères sur la valeur de la formation » aurait pu être bénéfique pour tous. Dans les faits on a constaté[Qui ?] que le fonctionnement des établissements secondaires et le contenu des enseignements n'étaient pas adaptés aux adultes en reprise de formation.